# Karl Frederik Kinch

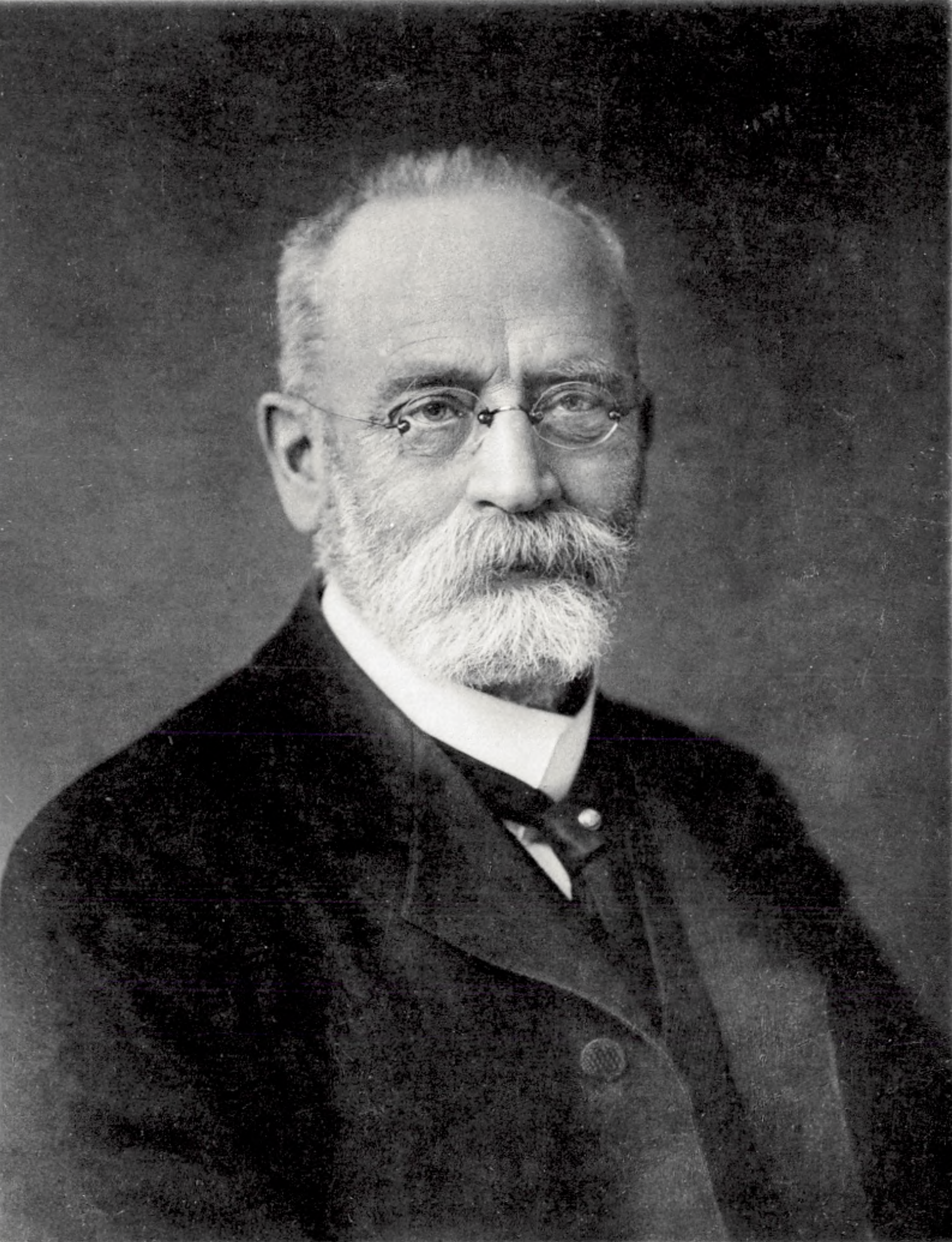
Karl Frederik Kinch

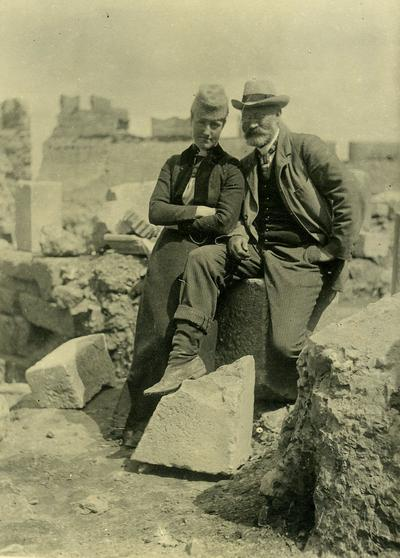
Karl Frederik und Helvig Kinch auf Lindos (1903)

Karl Frederik Kinch (geboren am 15. März 1853 in Ribe; gestorben am 26. August 1921 in Kopenhagen) war ein dänischer Klassischer Philologe und Klassischer Archäologe.
Karl Frederik Kinch, Sohn des Historikers Jakob Frederik Kinch (1817–1888) und dessen Ehefrau Bertine N. Kroyer (1825–1863), studierte ab 1870 Klassische Philologie an der Universität Kopenhagen und legte 1878 sein Examen zum cand. mag. ab. Bereits während des Studiums arbeitete er als Haus- und Privatlehrer in Paris und Kopenhagen. In Kopenhagen wurde er 1883 mit der textkritischen Studie Quaestiones Curtianae criticae über den römischen Historiker Quintus Curtius Rufus promoviert.
Im Anschluss reiste er von 1883 bis 1885 bis nach Griechenland. Angeregt durch die Eindrücke seiner Reise, wandte er sich in seiner wissenschaftlichen Arbeit der Archäologie zu und bereiste in den folgenden Jahren erneut Griechenland und Makedonien, vor allem die Chalkidike. Dort widmete er sich der bis dahin schlecht erforschten antiken Topographie. Von den Ergebnissen seiner umfassenden Studien veröffentlichte er 1890 monographisch einen ersten Teil, der dem Galeriusbogen in Thessaloniki gewidmet war. Es folgten kleinere Reiseberichte und einzelne Beiträge, etwa zu einem der großen makedonischen Kammergräber von Lefkadia bei Naoussa (in der Nähe des antiken Mieza), das heute nach seinem Entdecker „Kinch-Grab“ genannt wird (Lefkadia II). Während dieser Zeit galt sein Interesse aber auch der Numismatik.
Zurückgekehrt nach Dänemark, arbeitete er ab 1895 als Lehrer in Kopenhagen. In den Jahren von 1902 bis 1905 und 1914 leitete er zusammen mit dem zehn Jahre jüngeren Christian Blinkenberg die dänischen Ausgrabungen der Carlsberg-Stiftung in Lindos auf Rhodos und erschloss sich damit ein Betätigungsfeld, das einen großen Teil seiner wissenschaftlichen Arbeit in Anspruch nahm. Nach dem vorläufigen Abschluss der Ausgrabungen in Lindos 1905 widmete sich Kinch der Ausgrabung einer kleinen griechischen Koloniegründung des 6. Jahrhunderts v. Chr. in Vroulia auf Rhodos. Die Ergebnisse legte er 1914 in den Fouilles de Vroulia vor.
Der Beginn des Ersten Weltkriegs beendete seine Forschungen in Griechenland und er kehrte als Lehrer nach Dänemark zurück, wo er seine Kraft zwischen Schuldienst und Aufarbeitung der Grabungsergebnisse von Lindos teilen musste. Ihre endgültige Publikation erlebte er nicht mehr. Die Ergebnisse der Ausgrabungen, insbesondere den Fund der lindischen Tempelchronik, legte Blinkenberg – nach dem Tod von Kinch – in beider Namen in zwei Bänden der Lindos. Foullies et reserches, 1902-1914 vor. Ein dritter Band erschien 1961.
Im Jahr 1913 ernannte die Königlich Dänische Akademie der Wissenschaften Kinch zu ihrem ordentlichen Mitglied.
Karl Frederik Kinch heiratete 1903 Helvig Agnete Amsinck (1872–1956), die ihn bei seinen Forschungsunternehmungen auf Rhodos unterstützte und mit der gemeinsam er die Ergebnisse zu Vroulia publizierte.

## Schriften (Auswahl)
- Quaestiones Curtianae criticae. Gyldendal, Kopenhagen 1883.
- L’arc de triomphe de Salonique. Librairie Nilsson, Paris 1890.
- mit Helvig Kinch: Fouilles de Vroulia (Rhodes). G. Reimer, Berlin 1914.
- mit Christian Blinkenberg: Lindos. Fouilles et recherches, 1902-1914. Band 1: Les petits objets. De Gruyter, Berlin 1931.
- mit Christian Blinkenberg: Lindos. Fouilles et recherches, 1902-1914. Band 2: Inscriptions. De Gruyter, Berlin 1941.
- mit Christian Blinkenberg, herausgegeben von Ejnar Dyggve: Lindos. Fouilles et recherches, 1902-1914. Band 3: Le sanctuaire d’Athana Lindia et l’architecture lindienne. De Gruyter, Berlin 1960.